# Parastenocaris fontinalis
Parastenocaris fontinalis är en kräftdjursart. Parastenocaris fontinalis ingår i släktet Parastenocaris, och familjen Parastenocarididae. Arten är reproducerande i Sverige.